# 벤 닐론
벤 닐론(Ben Nealon, 1966년 12월 29일 ~ )은 영국의 배우, 영화배우, 텔레비전 배우이다.
데번주에서 태어났다.

## 영화
- 라이징 - 발라드 오브 맹갈 팬디 (2005년)
- 라가안 (2001년)
- 닥터스 (2000년)
- 캐주얼티 (1986년)
- 이스트엔더스 (1985년)
- 더 빌 (1984년)